# Arlette Schnyder
Arlette Schnyder (* 1968 in Bafut, Kamerun) ist eine Schweizer Historikerin.

## Leben
Arlette Schnyder studierte Germanistik, Philosophie und Geschichte an der Universität Basel. 2006 promovierte sie im Fach Neuere Allgemeine Geschichte. Für ihre Dissertation, eine geschlechtergeschichtliche Studie zu acht ledigen Schwestern und deren Netzwerk, erhielt sie 2007 den Fakultätspreis der Philosophisch-Historischen Fakultät der Universität Basel.
Sie arbeitet als Historikerin, Journalistin und Lehrerin und gehört als Konrektorin der Schulleitung des Leonhardgymnasiums in Basel an.

## Schriften (Auswahl)
- Geschwistergeschichten. Alltagsgeschichte des Geschwisternetzwerks einer Schweizer Pfarrfamilie 1910–1950. Hier + Jetzt, Baden 2008, ISBN 978-3-03919-076-8 (Dissertation).
- mit Lukas Ott: Daheim im Heim? Die Geschichte des Waisenhauses «Mariahilf» in Laufen und seine Entwicklung zum modernen Kinder- und Jugendheim (1908–2008). Verlag des Kantons Basel-Landschaft, Liestal 2008, ISBN 978-3-85673-281-3.
- mit Sibylle Meyrat, Isabel Koellreuter, Daniel Hagmann und Stefan Hess: Riehen – ein Portrait. Schwabe, Basel 2010, ISBN 978-3-7965-2672-5.
- mit Corina Lanfranchi und Katharina Tanner: Schulbesuch. Wie Lehrerinnen und Lehrer heute unterrichten. 14 Porträts. Limmat, Zürich 2010, ISBN 978-3-85791-618-2.
- mit Sibylle Meyrat: Bettingen. Geschichte eines Dorfes.  Friedrich Reinhardt, Basel 2011, ISBN 978-3-7245-1759-7.
- mit Birgit Stalder, Sibylle Meyrat, Martin Stuber und Georg Kreis: Von Bernern und Burgern. Tradition und Neuerfindung einer Burgergemeinde. Hier + Jetzt, Baden 2015, ISBN 978-3-03919-333-2.